# Greta Råberg
Greta Catarina Råberg, född 1762, var en svensk skådespelare. Hon var aktiv vid Comediehuset i Göteborg 1780-83. 
Råberg var dotter till Olof Båberg, kusk vid Hovstallet, och Anna Maria Magdalena Sandwall.  
Hon nämns som medlem av Swenska Comödie Trouppen när denna år 1778 besökte Göteborg.  Råberg engagerades av Johan von Blanc vid Gemenasiska Sällskapet i Comediehuset i Göteborg inför säsongen 1780-81.  Hon engagerades tillsammans ytterligare tre medlemmar av Stenborgs teater, Sven Lindström, Olof Ljunggren och Ingeborg Stenbom, när von Blanc omvandlade sitt cirkussällskap till ett verkligt teatersällskap vid upprättandet av den permanenta teatern i Göteborg.  
"Mamsell Råberg" ansågs vara av de värdefullare medlemmarna i sällskapet. Hon beskrivs som en "användbar skådespelerska", fick spela betydande roller och tycks ha tillhört de mer uppmärksammade aktörerna vid teatern.  
Hon fick 1783 recetten (inkomsten) för föreställningen Susanna uti Babylon, något som kan ha varit hennes avsked, och samma år rapporterades i pressen: "Mamsell Råberg lärer vara ifrån Theatern, men i dess ställe ha wi fått en annan snäll Actrice uti Mamsell Widebeck.» 